# Temple Jagdish
Temple Jagdish és un temple indo-ari només a 150 m al nord de l'accés al Palau de la Ciutat, a Udaipur, Rajasthan, l'Índia. Va ser construit en honor a la deïtat Vixnu.
Va ser erigit pel Maharana Jagat Singh el 1651 i conté una imatge de pedra negra de Vixnu en qualitat de Jagannath, Senyor de l'Univers. Una imatge de coure del Garuda es troba a l'interior d'un santuari davant del temple, i l'escala que duu fins a aquest apareix flanquejada per elefants.